# Reisserita panormitanella
Reisserita panormitanella is een vlinder uit de familie echte motten (Tineidae). De wetenschappelijke naam is voor het eerst geldig gepubliceerd in 1859 door Mann.
De soort komt voor in Europa.